# 10月 (旧暦)
旧暦10月（きゅうれきじゅうがつ）は、旧暦（太陰太陽暦）の年初から10番目の月である。
天保暦よりも前の定義では、小雪を含む月を10月とする。新暦では10月下旬から12月上旬ごろに当たる。
10月の別名は神無月（かんなづき/かみなしづき）。ただし、島根県出雲地方においては神在月/神有月（かみありづき）である。名前の由来は10月を参照。
東洋の太陰太陽暦では月の日数である大小（大月30日、小月29日）が年により異なるため、10月29日までで10月30日が存在しない年もある。

## 神無月の日付
| 西暦   | 朔       | 晦       | 日数 |
| ------ | -------- | -------- | ---- |
| 2008年 | 10月29日 | 11月27日 | 30日 |
| 2009年 | 11月17日 | 12月15日 | 29日 |
| 2010年 | 11月6日  | 12月5日  | 30日 |
| 2011年 | 10月27日 | 11月24日 | 29日 |
| 2012年 | 11月14日 | 12月12日 | 29日 |
| 2013年 | 11月3日  | 12月2日  | 30日 |
| 2014年 | 11月22日 | 12月21日 | 30日 |
| 2015年 | 11月12日 | 12月10日 | 29日 |
| 2016年 | 10月31日 | 11月28日 | 29日 |
| 2017年 | 11月18日 | 12月17日 | 30日 |
| 2018年 | 11月8日  | 12月6日  | 29日 |
| 2019年 | 10月28日 | 11月26日 | 30日 |
| 2020年 | 11月15日 | 12月14日 | 30日 |
| 2021年 | 11月5日  | 12月3日  | 29日 |
| 2022年 | 10月25日 | 11月23日 | 30日 |
| 2023年 | 11月13日 | 12月12日 | 30日 |
| 2024年 | 11月1日  | 11月30日 | 30日 |
| 2025年 | 11月20日 | 12月19日 | 30日 |
| 2026年 | 11月9日  | 12月8日  | 30日 |
| 2027年 | 10月29日 | 11月27日 | 30日 |
| 2028年 | 11月16日 | 12月15日 | 30日 |
| 2029年 | 11月6日  | 12月4日  | 29日 |
| 2030年 | 10月27日 | 11月24日 | 29日 |
| 2031年 | 11月15日 | 12月13日 | 29日 |